# Narva (Estland)
Narva is de derde stad van Estland. De stad telt telde 53.360 inwoners op 1 januari 2024 en ligt aan de gelijknamige rivier in het uiterste noordoosten van het land.
Narva is een belangrijke industriestad met een hoofdzakelijk Russischtalige bevolking: de stad kan worden beschouwd als het centrum van Estlands Russische minderheid. De industrie van de stad kwam in de negentiende eeuw tot bloei: de belangrijke textielfabriek Kreenholm bestaat sinds 1857 en is genoemd naar een eilandje in de rivier.
De rivier vormt de grens met Rusland: aan de overzijde ligt Ivangorod. Aan weerszijden ligt een fort. Dat van Narva heet de Hermansburcht (Hermanni linnus). Tussen de twee kastelen ligt de Vriendschapsbrug. Aan de Europese kant wappert de Europese Unie-vlag en aan de Russische zijde de vlag van Rusland.

## Geschiedenis
In 1171 wordt Narva voor het eerst genoemd. In 1302 kreeg de plaats stadsrechten van de Deense koning Waldemar IV Atterdag. Omdat de Denen moeite hadden met het handhaven van hun gezag, verkochten zij in 1346 de stad en overig Estland aan de ridders van de Duitse Orde, die er de burcht Hermannsfeste aanlegden. De Russen bouwden in 1492 aan de andere zijde van de grensrivier, die Estland van het vorstendom Novgorod scheidde, ook een vesting onder de naam Iwangorod. Vanuit deze uitgangspositie begon een oorlog die ten doel had Estland onder het gezag van Russische vorsten te brengen. In de Lijflandse Oorlog (1558-1583) veroverde het Russische leger van Ivan de Verschrikkelijke Narva in het eerste oorlogsjaar. Rusland kreeg hiermee voor de eerste keer in haar bestaan een Oostzeehaven. In de jaren 60 van de 16e eeuw deden honderden handelsschepen per jaar de haven aan. Kooplieden uit Lübeck, Engeland, de Nederlanden en Frankrijk deden er zaken. Belangrijke exportproducten waren bont, was, talk, huiden, vlas en hennep; geïmporteerd werd goud en zilver, metaalwaren en oorlogsmaterieel, linnen en zijde, zout, haring en wijn. Rond 1570 begonnen de Zweden een zeeblokkade om de Russische macht te verzwakken, en de handel daalde sterk. In 1581 kreeg Zweden Narva vast in handen en werd Rusland afgesneden van West-Europa.
In de Grote Noordse Oorlog kwamen de Russen in 1704 opnieuw in het bezit van stad en vesting. En in 1721 werd dat in het Verdrag van Nystad een definitieve annexatie van de Baltische provincies voor de komende twee eeuwen. Narva was een handelsstad en ontwikkelde zich in de 19de eeuw ook tot een centrum voor de textielindustrie. De bevolking was samengesteld uit een meerderheid van Esten en een minderheid van Russen, terwijl de hogere burgerij deels uit Baltische Duitsers bestond. Na het uitroepen en erkennen van de nationale onafhankelijkheid in 1920 kwam de stad weer aan de staatsgrens te liggen, tot 1940, toen Estland door de Sovjet-Unie geannexeerd werd. In 1944 werd na enkele jaren Duitse bezetting de Sovjetrepubliek Estland opgericht. Inmiddels was de stad zwaar verwoest en een groot deel van de bevolking werd nu gedeporteerd en vervangen door Sovjetburgers uit alle delen van de Unie. Russisch werd de taal van bestuur en onderwijs. Veel Russen zijn na de in 1991 hernieuwde onafhankelijkheid vertrokken uit Estland maar minder uit Narva waar een zeer grote meerderheid van de bewoners, ook in de wijde omgeving, nog steeds Russisch is.

## Geboren in Narva
- Friedrich von Smitt (1787–1865), historicus aan universiteiten in Rusland
- Napoléon Peltzer (1802–1889), oprichter van de textielindustrie in het Russische Rijk
- Johann Ludwig Werder (1808–1885), oprichter van de machineindustrie in Neurenberg
- Alexei Schachmatow (1864–1920), taalwetenschapper aan Russische universiteiten
- Alexander Ritter (1833-1896), componist en dirigent in Duitsland
- Raimund Kull (1882–1942), componist en dirigent in Rusland en Estland
- Adolf Szyszko-Bohusz (1883–1948), architect van regeringsgebouwen van de nieuwe republiek Polen na 1919
- Paul Keres (1916–1975), internationaal schaakmeester
- Paul Felix Schmidt (1916–1984), internationaal schaakmeester
- Nils Ferberg (1931–2017), SPD-politicus in Duitsland
- Valeri Karpin (1969), voetballer in Rusland
- Jevgeni Novikov (1980), voetballer in Estland
- Alika Milova (2002), zangeres

## Omgeving
In de directe omgeving van Narva ligt de badplaats Narva-Jõesuu aan de Finse Golf. Zuidelijk van Narva bevindt zich sinds 1955 een stuwmeer, dat grotendeels op Russisch grondgebied ligt en dat Sint-Petersburg van stroom voorziet. In dit noordoostelijke deel van Estland is de voormalige Sovjet-industrie sterk verouderd, deels gesloten, en de werkloosheid zeer hoog.

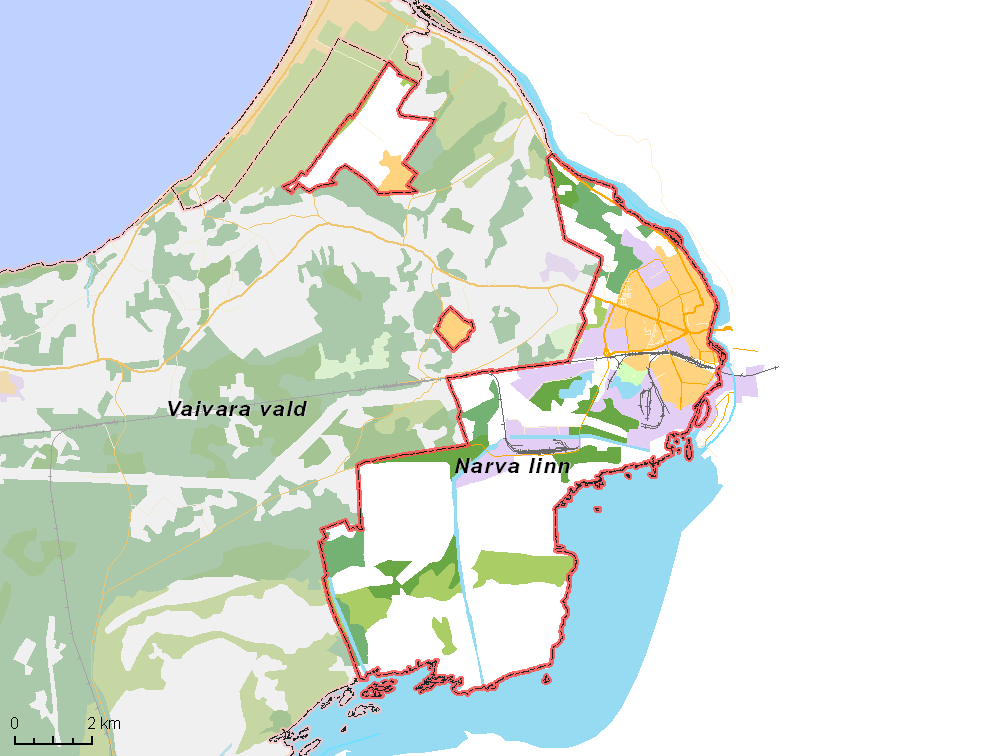
De gemeente met omliggende gemeenten, situatie begin 2017. In dat jaar werd de gemeente Vaivara bij Narva-Jõesuu gevoegd

## Naslagwerk
- Jan Willem Veluwenkamp, Archangel, Nederlandse ondernemers in Rusland (1550-1785), uitgeverij: Balans, 2000.

Stadsgemeenten: Kohtla-Järve · Narva ·  Narva-Jõesuu · Sillamäe

Landgemeenten: Alutaguse · Jõhvi · Lüganuse · Toila
- Bibliothèque nationale de France: cb144417201 (data)
- Gemeinsame Normdatei: 4102367-5
- Library of Congress Control Number: n81035878
- MusicBrainz: 84f19753-89ff-40bd-ae48-cd32e81a7637
- Nationale Bibliotheek van Tsjechië: ge764759
- Nationale Bibliotheek van Israël: 987007554892105171
- Système universitaire de documentation: 056536984
- Virtual International Authority File: 136049295
- WorldCat: E39PBJrwTXGXWkdPPkGYBMtHYP